# Szentandrás (Hunyad megye)
Szentandrás (románul: Sântandrei) falu Romániában, Erdélyben, Hunyad megyében.

## Fekvése
Piskitől öt kilométerre nyugatra található.

## Népessége
- 1785-ben 376 lakosa volt. Az év folyamán 58 ortodox családfőt írtak össze benne, a következő évben pedig 14 görögkatolikus hívőt.[2]
- 1850-ben 507 lakosából 492 volt román és 15 cigány nemzetiségű; 499 ortodox és 8 görögkatolikus vallású.
- 2002-ben 722 lakosából 705 volt román és 14 cigány nemzetiségű; 688 ortodox, 10 református, 8 római katolikus, 7 baptista és 6 pünkösdista vallású.

## Története
1332-ben de Sancto Andrea, 1380-ban Zenthandreas, 1441-ben Zenthandras néven említették. A középkorban valószínűleg magyar lakosságú volt és a 16. századtól román többségű. 1380-ban a Szentandrási nemesek, 1491-ben a Barcsay család, 1508-ban a Szentandrási, a Csőkesz és a Barcsay családok birtoka volt. A dévai váruradalomnak 1673-ban tizenegy jobbágya élt benne, tizenkilenc fiúval és három kóbor családfő. 1733-ban 52 unitus családot, 1784–87-ben viszont már 378 ortodox lelket írtak össze. A dévai uradalomnak, Barcsay Ábrahámnénak, Barcsay Károlynak és Matskási Pálnak 1798-ban 55 jobbágy- és 14 zsellércsaládja élt a faluban, összesen évi 4982 nap robottal. Dézsmáját a fiskus szedte. Lakói a 19. század elején vasáruval kereskedtek. A környező falvakhoz képest 1895-ben kiemelkedő volt juhállománya. 874 hektáros határának 1940-ben 69%-a volt szántó és 12%-a legelő.

## Gazdaság
- Eurosport DHS kerékpár-összeszerelő üzem.

## Híres emberek
- Itt született 1946. június 29-én Dora Pavel írónő.
- Itt született 1956. december 2-án Iochom István újságíró.

## Források

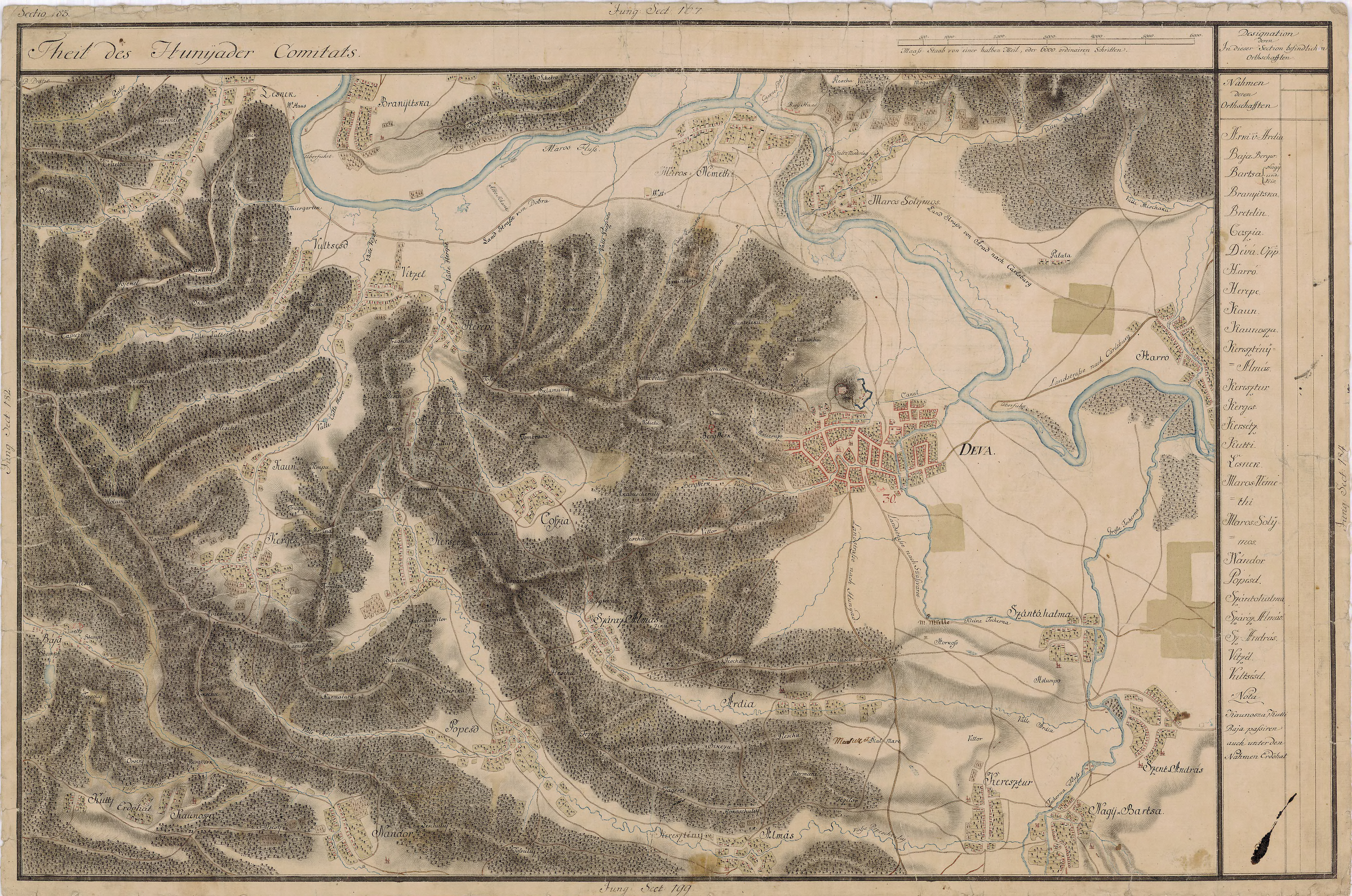
Szentandrás környéke 1769-1773 között